# Joe Frazier
Joseph William „Joe“ Frazier (* 12. Januar 1944 in Beaufort, South Carolina; † 7. November 2011 in Philadelphia, Pennsylvania) war ein US-amerikanischer Boxer. Er war unumstrittener Schwergewichts-Boxweltmeister von 1970 bis 1973. Sein Kampfname lautete Smokin’ Joe („Volldampf-Joe“). Frazier war der erste Boxer, der im Schwergewicht sowohl als Amateur die olympische Goldmedaille, als auch als Profi den Weltmeistertitel gewann. Die beiden als „Fight of the Century“ und „Thrilla in Manila“ bezeichneten Kämpfe gegen Muhammad Ali gelten als Klassiker unter den Schwergewichtskämpfen.

## Leben und Amateurkarriere
Unter elf Geschwistern wuchs Frazier in einer ländlichen Gegend in South Carolina auf. Als er 15 Jahre alt war, zog die Familie nach New York City, wenig später nach Philadelphia. Dort begann seine Boxkarriere. Entdeckt wurde Frazier von den Trainerlegenden Yancey „Yank“ Durham und Willie Reddish. Während mehrjähriger Berufstätigkeit in einem Schlachthof soll Frazier dort, nach eigenen Angaben, häufig auf Rinderhälften eingeschlagen haben. Dies wurde von Sylvester Stallone in seinen Boxer-Film Rocky eingebaut, der von einem Underdog aus Philadelphia handelt, der einen Titelkampf im Schwergewicht erlangt. Joe Frazier hatte einen Gastauftritt in diesem Film.
Die Amateurkarriere Fraziers verlief überaus erfolgreich. Er verlor nur zweimal. Diese beiden Niederlagen erlitt er gegen Buster Mathis, einen großgewachsenen und stets übergewichtigen, trotzdem aber sehr beweglichen, sehr schnellen und technisch sehr starken Boxer. Seine Siege erzielte Frazier fast durchweg durch K. o., er erreichte eine im Amateurboxen außergewöhnlich gute K.-o.-Rate.
Obwohl Frazier das Finale der US-amerikanischen Ausscheidungskämpfe zur Teilnahme an den Olympischen Sommerspielen 1964 gegen Mathis verloren hatte, nahm er an seiner statt an den Olympischen Spielen 1964 in Tokio teil, da Mathis wegen einer Handverletzung passen musste. Dort gewann der damals 20-Jährige die Goldmedaille durch einen knappen Punktsieg mit 3:2 Richterstimmen gegen den Deutschen Hans Huber, der als erster Kontrahent mit Frazier über die Runden gehen konnte. Frazier ging allerdings gehandicapt in den Finalkampf, er hatte sich im Halbfinale gegen den Russen Wadim Jemeljanow die linke Schlaghand angebrochen.
Seine Amateurbilanz betrug 38-2.

## Profikarriere
Nach dem Gewinn der Goldmedaille fand Trainer Yank Durham eine Reihe lokaler Sponsoren für Frazier, sodass dieser ab 1964 Vollprofi wurde. Am 16. August 1965 gewann er seinen ersten Kampf gegen Woody Goss durch Technischen K. o. (TKO) in der ersten Runde. Auch seine nächsten 18 Kämpfe gewann er, davon 16 durch K. o. Herausragend war dabei seine Kondition; wenn er ins Rollen kam, gab es kaum noch Gegner, die mithalten konnten. Sein linker Haken wurde zu seiner besten und berühmtesten Waffe. 1966 wurde Eddie Futch aus Los Angeles Fraziers neuer Trainer. Futch betreute später mit Ken Norton und Riddick Bowe weitere Schwergewichtsweltmeister. Yank Durham blieb bis zu seinem Tod 1973 Fraziers Manager.
Im Kampf gegen den argentinischen Schwergewichtler Óscar Bonavena musste Frazier zweimal zu Boden, besiegte ihn jedoch später klar nach Punkten. Hier offenbarten sich zwei Probleme seiner Kampfweise. Zum einen war er ein Spätstarter, er brauchte meist mehrere Runden, um seine volle Kampfkraft zu erreichen – beide Niederschläge durch Bonavena geschahen in der zweiten Runde. Zum anderen zeigte sich, dass sein offener Kampfstil ihn für gute, harte Puncher empfindlich machte.
Am 4. März 1968 gewann Joe Frazier im New Yorker Madison Square Garden den vakanten Meistertitel der New York State Athletic Commission – aus dem später der WBC-Verband hervorging – gegen Buster Mathis senior durch TKO in der 11. Runde. Damit hatte er den Makel aus gemeinsamen Amateurzeiten egalisiert.
Den errungenen Titel verteidigte Frazier bis 1969 viermal. Die WM-Titel waren zu jener Zeit geteilt, nachdem Weltmeister Muhammad Ali wegen Kriegsdienstverweigerung vom Titel suspendiert und gesperrt worden war. Die konkurrierende WBA veranstaltete ein Turnier der vermeintlichen Topleute, an dem Frazier jedoch nicht teilnehmen wollte. Der frühere Mittelgewichtler Jimmy Ellis, der auch Sparringspartner von Muhammad Ali gewesen war, gewann dieses Turnier durch einen „Finalsieg“ gegen Jerry Quarry. Am 16. Februar 1970 kam es zur Titelvereinigung, indem Frazier in einem Vereinigungskampf gegen Ellis, der nach zwei Niederschlägen in Runde 4 nicht mehr zur fünften Runde antrat, triumphierte. Er war nun Weltmeister der Verbände World Boxing Association und World Boxing Council. Unumstritten wurde er jedoch erst durch den nachfolgenden Kampf.

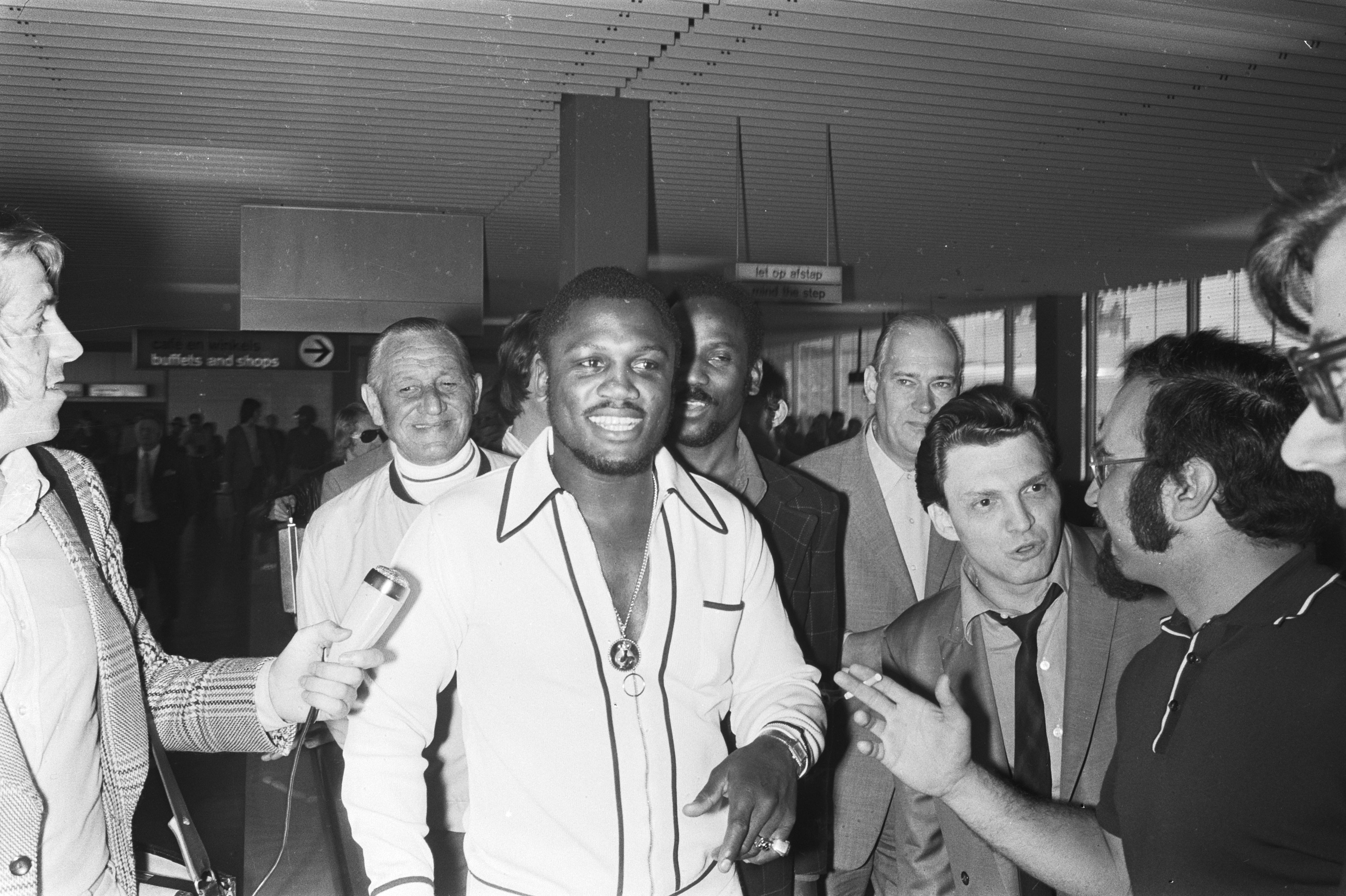
Joe Frazier, 1971

Am 8. März 1971 kam es zum ersten Aufeinandertreffen mit Muhammad Ali. Der Kampf wurde vom Boxpublikum erwartet wie kaum ein anderer Schwergewichtstitelkampf zuvor und erreichte einen außergewöhnlich hohen Grad an öffentlicher Aufmerksamkeit. Deshalb bekam er den Namen Fight of the Century und wurde auch entsprechend so vermarktet. Beide Kämpfer kassierten die damals sehr hohe Summe von 2,5 Mio. US-Dollar pro Mann.
Frazier brachte Ali während der zweiten Kampfhälfte und insbesondere in der 11. Runde in K.-o.-Gefahr und schlug ihn in der letzten Runde mit einem linken Haken zu Boden. Er gewann einstimmig nach Punkten und fügte Ali damit die erste Niederlage in dessen Profikarriere zu. Dieser Kampf wurde von der Fachzeitschrift Ring Magazine zum Kampf des Jahres gewählt und wird heute noch als „Kampf des Jahrhunderts“ tituliert. Er gilt, wie das dritte Duell der beiden Kontrahenten, als absoluter Klassiker unter den Schwergewichtstitelkämpfen.
Am 22. Januar 1973 verlor Frazier den WM-Titel gegen George Foreman, den Olympiasieger von 1968 und damit Nachfolger von Frazier, durch TKO in der zweiten Runde nach insgesamt sechs Niederschlägen. Der Kampf wurde The Sunshine Showdown genannt. Frazier, der als Favorit in den Ring gegangen war, hatte seinen Gegner offensichtlich unterschätzt, wirkte nicht austrainiert und ließ sich vom außergewöhnlich hart schlagenden Foreman früh erwischen und in die Defensive drängen.

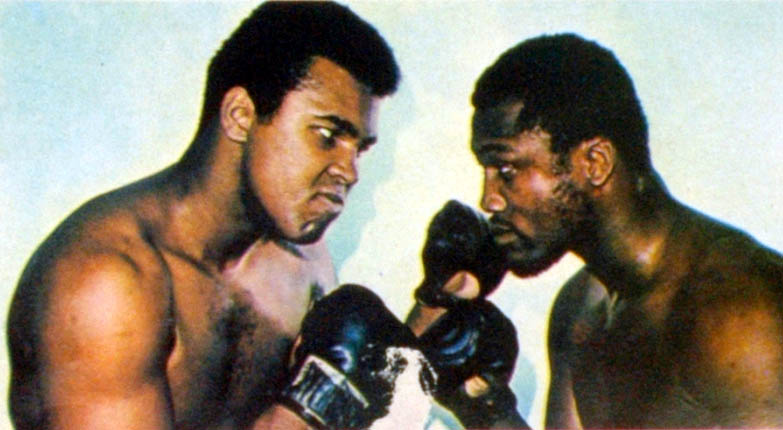
Werbebild für den zweiten Ali-Frazier Kampf.

Am 28. Januar 1974 trat Frazier in einem WM-Ausscheidungskampf zum zweiten Mal gegen Ali an und verlor diesen 12-Runden-Kampf einstimmig nach Punkten. Der Kampf wurde – im Vergleich zum ersten und dritten Duell der beiden Kontrahenten – als weniger spektakulär angesehen.
Bereits nach der Niederlage gegen Foreman hatte Frazier nicht mehr wie der alte, scheinbar unzerstörbare „schwarze Panzer“ gewirkt. Er versuchte nun mit (erfolgreich absolvierten) Kämpfen gegen den Box-Techniker Jimmy Ellis und gegen den Boxer-Puncher Jerry Quarry einen weiteren Titelkampf zu erreichen. Beide Gegner hatte er zuvor schon einmal besiegen können.
Legendär wurde schließlich der dritte Kampf zwischen Frazier und Ali am 1. Oktober 1975, bei dem es wieder um die Weltmeisterschaft ging, die Ali sensationell gegen den Frazier-Bezwinger George Foreman zurückgewonnen hatte. Ali gewann den sogenannten Thrilla in Manila durch TKO nach der 14. Runde, nachdem Fraziers rechtes Auge zugeschwollen war und ihn sein Trainer Eddie Futch deshalb aus dem Kampf genommen hatte. Dies geschah vermutlich gegen Fraziers Willen. Beide Boxer waren in diesem spektakulären, aber auch überaus harten, unerbittlichen und brutalen Kampf bis an die äußerste Grenze ihrer Leistungsfähigkeit gegangen und waren am Ende nahezu kampfunfähig. Auch der Sieger Ali brach nach Verkündung des Urteils noch im Ring zusammen.
Nachdem Frazier am 15. Juni 1976 beim Versuch eines Revanchekampfes gegen George Foreman gescheitert war und in Runde 5 eine erneute K.-o.-Niederlage bezogen hatte – in diesem Kampf war es um die nordamerikanische Schwergewichtsmeisterschaft gegangen –, beendete Frazier vorerst seine Karriere und arbeitete in Philadelphia als Boxtrainer. Während dieser Zeit absolvierte er den oben erwähnten Gastauftritt im Film Rocky.
1981 versuchte er ein Comeback. Da es gegen Floyd Cummings jedoch nur zu einem Unentschieden reichte, trat er anschließend endgültig zurück.

## Liste der Profikämpfe

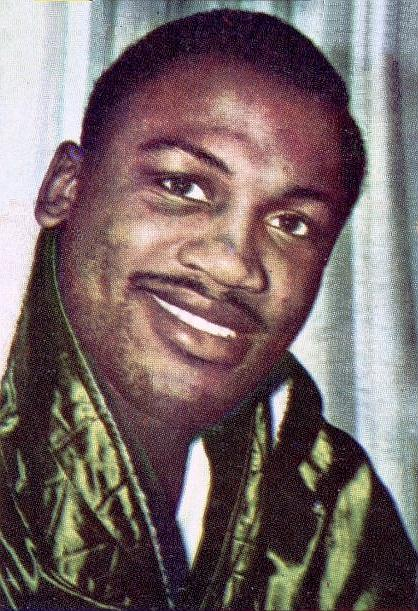
Joe Frazier, 1969

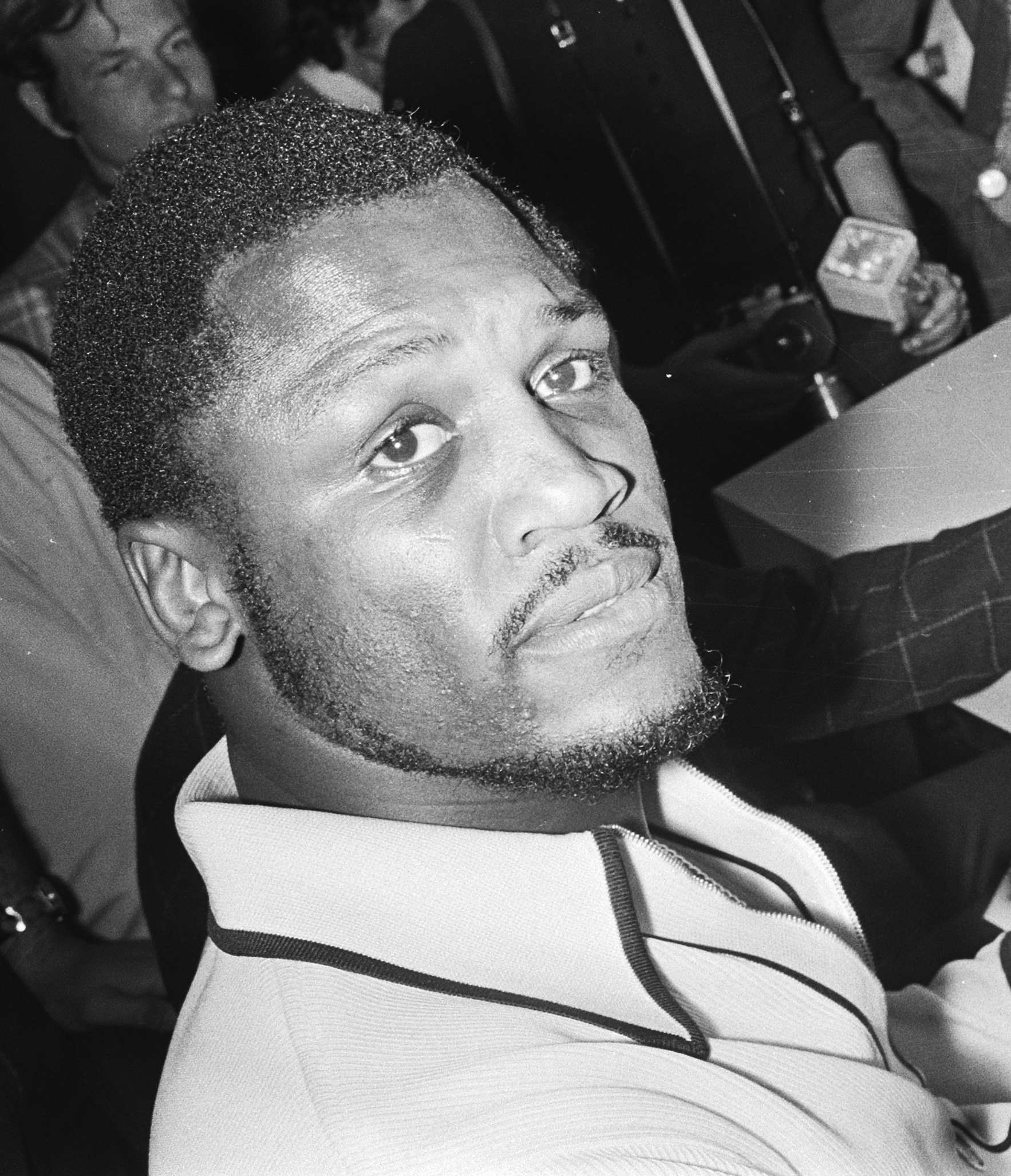
Joe Frazier, 1971

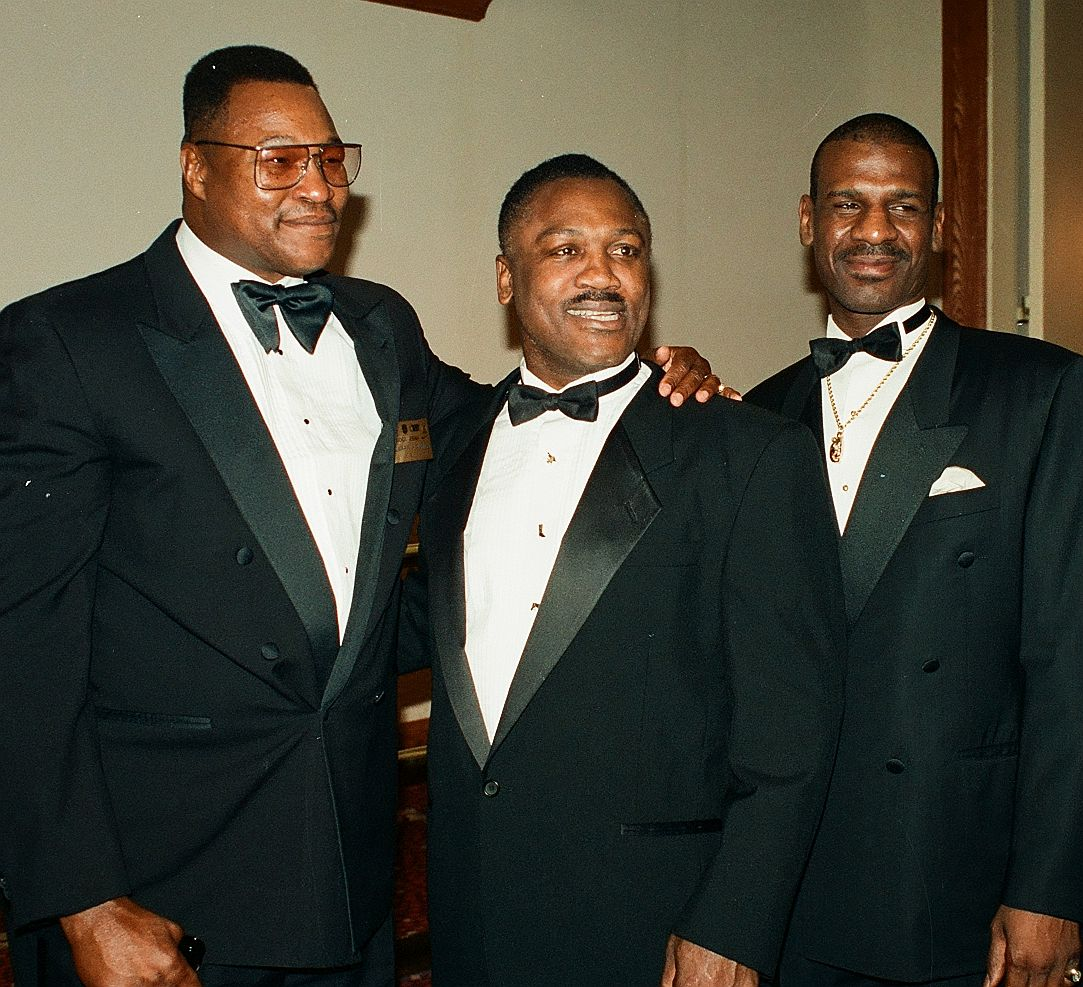
Von links nach rechts: Larry Holmes, Joe Frazier, Michael Spinks

| 32 Siege (27 K.-o.-Siege), 4 Niederlagen, 1 Unentschieden |               |                                                       |                                                                                                  |                                                   |
| Jahr                                                      | Tag           | Ort                                                   | Gegner                                                                                           | Ergebnis für Frazier                              |
| 1965                                                      | 16. August    | Convention Hall, Philadelphia, USA                    | Woody Goss                                                                                       | Sieg / TKO 1. Runde                               |
| 1965                                                      | 20. September | Convention Hall, Philadelphia, USA                    | Mike Bruce                                                                                       | Sieg / TKO 3. Runde                               |
| 1965                                                      | 28. September | Philadelphia Convention Hall, Philadelphia, USA       | Ray Staples                                                                                      | Sieg / TKO 2. Runde                               |
| 1965                                                      | 11. November  | Philadelphia Auditorium, Philadelphia, USA            | Abe Davis                                                                                        | Sieg / KO 1. Runde                                |
| 1966                                                      | 17. Januar    | Convention Hall, Philadelphia, USA                    | Mel Turnbow                                                                                      | Sieg / KO 1. Runde                                |
| 1966                                                      | 4. März       | Madison Square Garden, New York, USA                  | Dick Wipperman                                                                                   | Sieg / TKO 5. Runde                               |
| 1966                                                      | 4. April      | Philadelphia Auditorium, Philadelphia, USA            | Charley Polite                                                                                   | Sieg / TKO 2. Runde                               |
| 1966                                                      | 28. April     | Civic Arena, Pittsburgh, USA                          | Don Smith                                                                                        | Sieg / KO 3. Runde                                |
| 1966                                                      | 19. Mai       | Grand Olympic Auditorium, Los Angeles, USA            | Chuck Leslie                                                                                     | Sieg / KO 3. Runde                                |
| 1966                                                      | 26. Mai       | Grand Olympic Auditorium, Los Angeles, USA            | Al Jones                                                                                         | Sieg / KO 1. Runde                                |
| 1966                                                      | 25. Juli      | Convention Hall, Philadelphia, USA                    | Billy Daniels                                                                                    | Sieg / Aufgabe 6. Runde                           |
| 1966                                                      | 21. September | Madison Square Garden, New York, USA                  | Óscar Bonavena                                                                                   | Punktsieg (geteilte Entscheidung) / 10 Runden     |
| 1966                                                      | 21. November  | Grand Olympic Auditorium, Los Angeles, USA            | Eddie Machen                                                                                     | Sieg / TKO 10. Runde                              |
| 1967                                                      | 21. Februar   | Philadelphia Convention Hall, Philadelphia, USA       | Doug Jones                                                                                       | Sieg / KO 6. Runde                                |
| 1967                                                      | 11. April     | Auditorium, Miami Beach, USA                          | Jefferson Davis                                                                                  | Sieg / TKO 5. Runde                               |
| 1967                                                      | 4. Mai        | Grand Olympic Auditorium, Los Angeles, USA            | George Johnson                                                                                   | Punktsieg (einstimmig) / 10 Runden                |
| 1967                                                      | 19. Juli      | Madison Square Garden, New York, USA                  | George Chuvalo                                                                                   | Sieg / TKO 4. Runde                               |
| 1967                                                      | 17. Oktober   | Philadelphia Spectrum, Philadelphia, USA              | Tony Doyle                                                                                       | Sieg / TKO 2. Runde                               |
| 1967                                                      | 18. Dezember  | Boston Garden, Boston, USA                            | Marion Connor                                                                                    | Sieg / TKO 3. Runde                               |
| 1968                                                      | 4. März       | Madison Square Garden, New York, USA                  | Buster Mathis vakante NYSAC-Schwergewicht-Weltmeisterschaft                                      | Sieg / TKO 11. Runde                              |
| 1968                                                      | 24. Juni      | Madison Square Garden, New York, USA                  | Manuel Ramos NYSAC-Schwergewicht-Titelverteidigung                                               | Sieg / TKO 2. Runde                               |
| 1968                                                      | 10. Dezember  | Philadelphia Spectrum, Philadelphia, USA              | Óscar Bonavena NYSAC-Schwergewicht-Titelverteidigung                                             | Punktsieg (einstimmig) / 15 Runden                |
| 1969                                                      | 22. April     | Sam Houston Coliseum, Houston, USA                    | Dave Zyglewicz NYSAC-Schwergewicht-Titelverteidigung                                             | Sieg / KO 1. Runde                                |
| 1969                                                      | 23. Juni      | Madison Square Garden, New York, USA                  | Jerry Quarry NYSAC-Schwergewicht-Titelverteidigung                                               | Sieg / Aufgabe 7. Runde                           |
| 1970                                                      | 16. Februar   | Madison Square Garden, New York, USA                  | Jimmy Ellis NYSAC/WBA-Schwergewicht-Titelvereinigung vakante WBC-Schwergewicht-Weltmeisterschaft | Sieg / Aufgabe 4. Runde                           |
| 1970                                                      | 18. November  | Cobo Center, Detroit, USA                             | Bob Foster WBA/WBC-Schwergewicht-Titelverteidigung                                               | Sieg / KO 2. Runde                                |
| 1971                                                      | 8. März       | Madison Square Garden, New York, USA                  | Muhammad Ali WBA/WBC-Schwergewicht-Titelverteidigung                                             | Punktsieg (einstimmig) / 15 Runden                |
| 1972                                                      | 15. Januar    | Rivergate Auditorium, New Orleans, USA                | Terry Daniels WBA/WBC-Schwergewicht-Titelverteidigung                                            | Sieg / TKO 4. Runde                               |
| 1972                                                      | 25. Mai       | Omaha Civic Auditorium, Omaha, USA                    | Ron Stander WBA/WBC-Schwergewicht-Titelverteidigung                                              | Sieg / Aufgabe 4. Runde                           |
| 1973                                                      | 22. Januar    | Independence Park, Kingston, Jamaika                  | George Foreman WBA/WBC-Schwergewicht-Titelverteidigung                                           | Niederlage / TKO 2. Runde                         |
| 1973                                                      | 2. Juli       | Earls Court Exhibition Centre, London, Großbritannien | Joe Bugner                                                                                       | Punktsieg / 12 Runden                             |
| 1974                                                      | 28. Januar    | Madison Square Garden, New York, USA                  | Muhammad Ali NABF-Schwergewicht-Meisterschaft                                                    | Punktniederlage (einstimmig) / 12 Runden          |
| 1974                                                      | 17. Juni      | Madison Square Garden, New York, USA                  | Jerry Quarry                                                                                     | Sieg / TKO 5. Runde                               |
| 1975                                                      | 2. März       | St.Kilda Junction Oval, Melbourne, Australien         | Jimmy Ellis                                                                                      | Sieg / TKO 9. Runde                               |
| 1975                                                      | 1. Oktober    | Araneta Coliseum, Quezon City, Philippinen            | Muhammad Ali WBA/WBC-Schwergewicht-Weltmeisterschaft                                             | Niederlage / Aufgabe 14. Runde                    |
| 1976                                                      | 15. Juni      | Nassau Coliseum, Hempstead, USA                       | George Foreman NABF-Schwergewicht-Meisterschaft                                                  | Niederlage / TKO 5. Runde                         |
| 1981                                                      | 3. Dezember   | International Amphitheatre, Chicago, USA              | Floyd Cummings                                                                                   | Unentschieden (Mehrheitsentscheidung) / 10 Runden |
| Quelle: Joe Frazier in der BoxRec-Datenbank               |               |                                                       |                                                                                                  |                                                   |

## Nach dem Rücktritt
1990 fand Frazier Aufnahme in die International Boxing Hall of Fame.
1996 veröffentlichte er seine Autobiographie Smokin’ Joe. Ein großer Teil des Buches beschäftigt sich mit seiner Rivalität zu Muhammad Ali, den er, dessen Namenswahl ignorierend, hartnäckig nur Cassius Clay nennt. Clay/Ali hatte Frazier vor ihren gemeinsamen Kämpfen wiederholt provoziert, zum Teil schwer beleidigt. Er bezeichnete Frazier wegen seines angeblich mangelnden Engagements für die schwarze Bürgerrechtsbewegung als „Champion des weißen Mannes“, nannte ihn Onkel Tom und „Gorilla“, verspottete seine Bodenständigkeit und betonte seine (Alis) vermeintliche intellektuelle Überlegenheit. Frazier wehrte sich mit gelegentlich hasserfüllten Aussagen und äußerte sich wiederholt hämisch über Alis schwere Erkrankung, so unter anderem, als Ali 1996 das olympische Feuer von Atlanta anzündete. Im Jahr 2000 gab es ein überraschendes Treffen zur Versöhnung. Vordergründig ging es darum, den Box-Kampf beider Töchter (Laila Ali und Jackie Frazier-Lyde) zu promoten, der am 8. Juni 2001 in New York stattfand. (Bereits in der an den „Thrilla in Manila“ anschließenden Pressekonferenz hatten Frazier und Ali aber respektvoll und selbstironisch voneinander gesprochen; s. a. #Letzte Ehre.)
Joe Fraziers Sohn Marvis Frazier war wie seine Tochter Jackie Frazier-Lyde ebenfalls im Boxsport aktiv. Eine zwischenzeitlich gemeinsam mit seinem Sohn geführte Boxschule in Philadelphia wurde 2008 geschlossen.

## Auszeichnungen und Mitgliedschaften
Joe Frazier wurde dreimal (1967, 1970 und 1971) von der führenden Fachzeitschrift Ring Magazine zum „Boxer des Jahres“ gekürt. Zudem war er in nicht weniger als vier Kämpfen involviert, die das Attribut „Kampf des Jahres“ verliehen bekamen, zweimal als Sieger (1969: Joe Frazier-Jerry Quarry I; 1971: Joe Frazier-Muhammad Ali I), zweimal als Verlierer (1973: George Foreman-Joe Frazier I; 1975: Muhammad Ali-Joe Frazier III). Diese Auszeichnungen, vor allem aber sein meist spektakulärer, offensiver Kampfstil verschafften ihm eine weit über das aktive Karriereende hinausreichende, anhaltend große Beliebtheit, vor allem in seinem Heimatland, den Vereinigten Staaten.

## Letzte Ehre

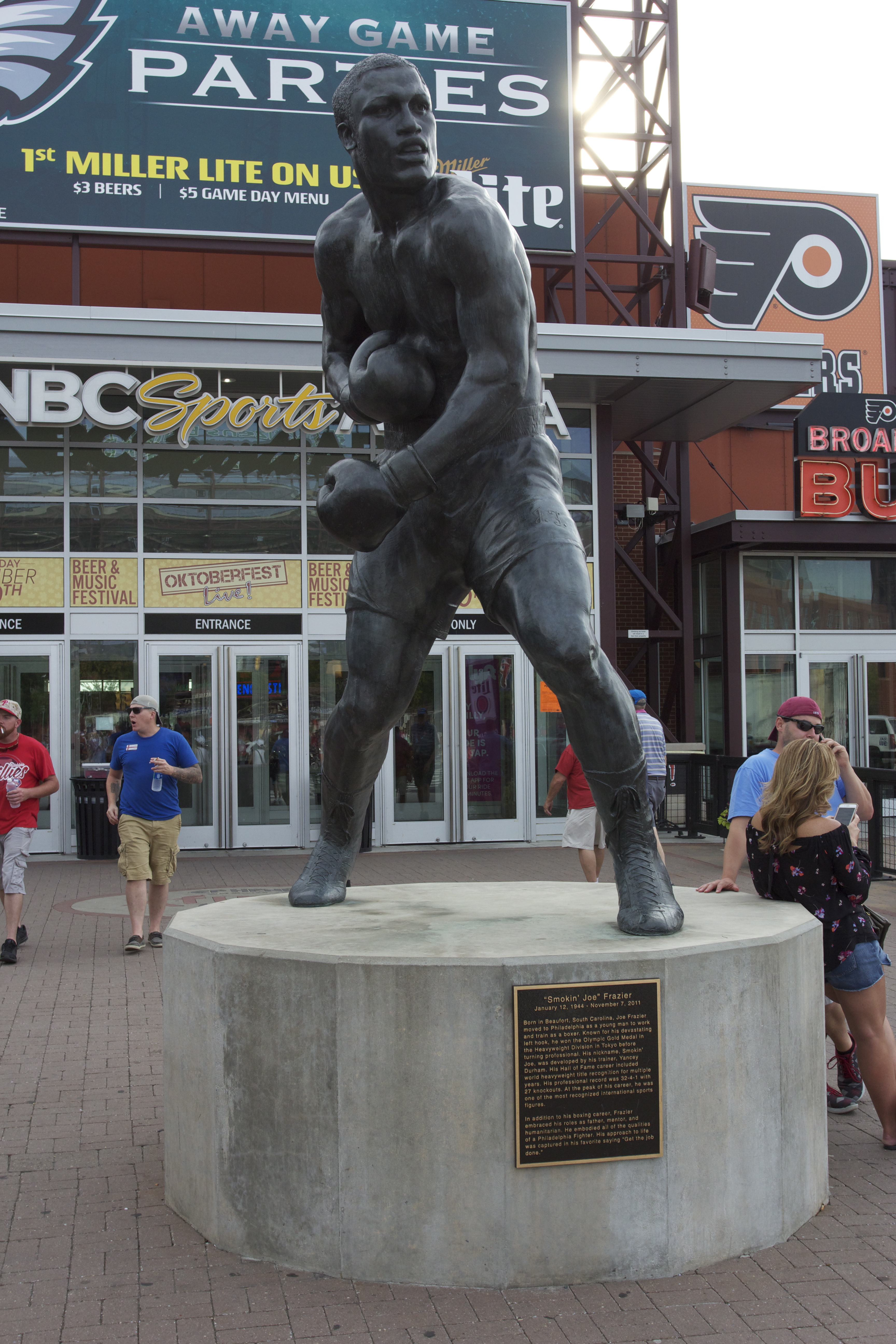
Frazier-Statue in Süd-Philadelphia.

Joe Frazier starb am 7. November 2011 im Alter von 67 Jahren an Leberkrebs. Bei der Trauerfeier am 14. November 2011 in Philadelphia erhob sich Box-Legende Muhammad Ali, sichtlich gezeichnet von seiner Parkinson-Krankheit, und applaudierte ein letztes Mal seinem Wegbegleiter und Rivalen Frazier.

## Trivia
Der jamaikanische Reggae- und Dancehall-Musiker Dennis Alcapone verewigte Joe Frazier in seinem Lied Joe Frazier Round 2 mit den Zeilen: „Sharp as a razor is the man called Joe Frazier“ („Scharf wie ein Rasiermesser ist der Mann namens Joe Frazier“).

## Filmografie (Auswahl)
- 1975: Abenteuer der Landstraße – als Corp. Brooks (Movin’ On, Fernsehserie, eine Folge)
- 1976: Rocky – Gastauftritt als er selbst
- 1987: Ghost Fever, (auch: Ghostfever) – als Terrible Tucker
- 1992: Die Simpsons: Brother, Can You Spare Two Dimes? – als er selbst, Sprechrolle (Fernsehserie)
- 1994: Home of Angels – als Thadious
- 2005: Bocce Balls – als Boxtrainer
- 2006: Die Simpsons: Homer’s Paternity Coot – als er selbst, Sprechrolle (Fernsehserie)
- 2011: Gregory Way TV (Fernsehserie, eine Folge)